# Илюшкино (Омская область)
Илюшкино — остановочный пункт (населённый пункт) в Калачинском районе Омской области России. В составе Ивановского сельского поселения.

## История
Основан в 1892 году. В 1928 году состоял из 10 хозяйств, основное население — русские. В составе Крутолученского сельсовета Калачинского района Омского округа Сибирского края.

## Население
| 2002 | 2010 |
| ---- | ---- |
| 71   | ↘46  |